# معركة جزر أوينوسيس
معركة جزر أوينوسيس (بالإيطالية: Battaglia di Spalmadori)‏ هي معركة بحرية بين اسطول الدولة العثمانية من جانب، واسطول من جمهورية البندقية وبدعم من حلفائها من جانب آخر وتعد المعركة جزء من معارك حرب موريان (الحرب العثمانية البندقية السادسة) وتضمنت المعركة عمليتين بحريتين منفصلتين في يومى 9 فبراير و19 فبراير 1695 كانت نتيجة الاشتباك الأول هزيمة جمهورية البندقية وعلى الرغم من ان الاشتباك الثانى انتهى دون حسم الا ان البندقية تاكد لها بانه لم يعد بإمكانها الاحتفاظ بجزيرة خيوس (المتنازع عليها) واجبرت على ترك الجزيرة.

## خلفية المعركة
بعد فشل الحصار العثماني لمدينة فيينا خلال العام 1683 قررت الدول الأوروبية الاتحاد لمواجهة وقتال الدولة العثمانية وشكلت ما أطلق عليه التحالف المقدس، شارك ذلك التحالف في سلسلة من الحروب مع الدولة العثمانية وضم ذلك التحالف جمهورية البندقية والولايات الباباوية وفرسان مالطا والإمبراطورية الرومانية المقدسة والنمسا وغيرها من الدول، وقامت البندقية عضو ذلك التحالف باحتلال جزيرة خيوس وكان السلطان العثماني أحمد الثاني يولى اهتمام كبير لهذه الأمر فكلف ميزومورتو حسين باشا باستعادة الجزيرة.

## نتيجة المعركة والخسائر
خلال الاشتباك الأول يوم 9 فبراير 1695 كانت خسائر البندقية 142 قتيل و300 جريح وفقدت ثلاثة سفن وتلف سفينة أخرى وذلك في اسطولها من السفن الشراعية، ذلك إلى جانب 323 قتيل و303 جريح في قوارب البندقية ونحو 1200 اسير، اما بالنسبة للاشتباك الثانى يوم 19 فبراير 1695 خسرت البندقية 132 قتيل وتضررت إحدى سفنهم، وعلى الجانب العثماني تضرر اثنتان من السفن الشراعية وعدد من القوارب.